# Tupper Lake
Tupper Lake possui aproximadamente 7 mil habitantes. Está localizada no Estado de New York, a 3 horas da capital Albany e a 2 horas de Montreal, Canadá. Tupper Lake é uma cidade com muito verde. A cidade normalmente tem neve desde dezembro ate o fim de março, podendo atingir uma temperatura de -30 graus. 